# Otravy mlékem v Číně (2008)

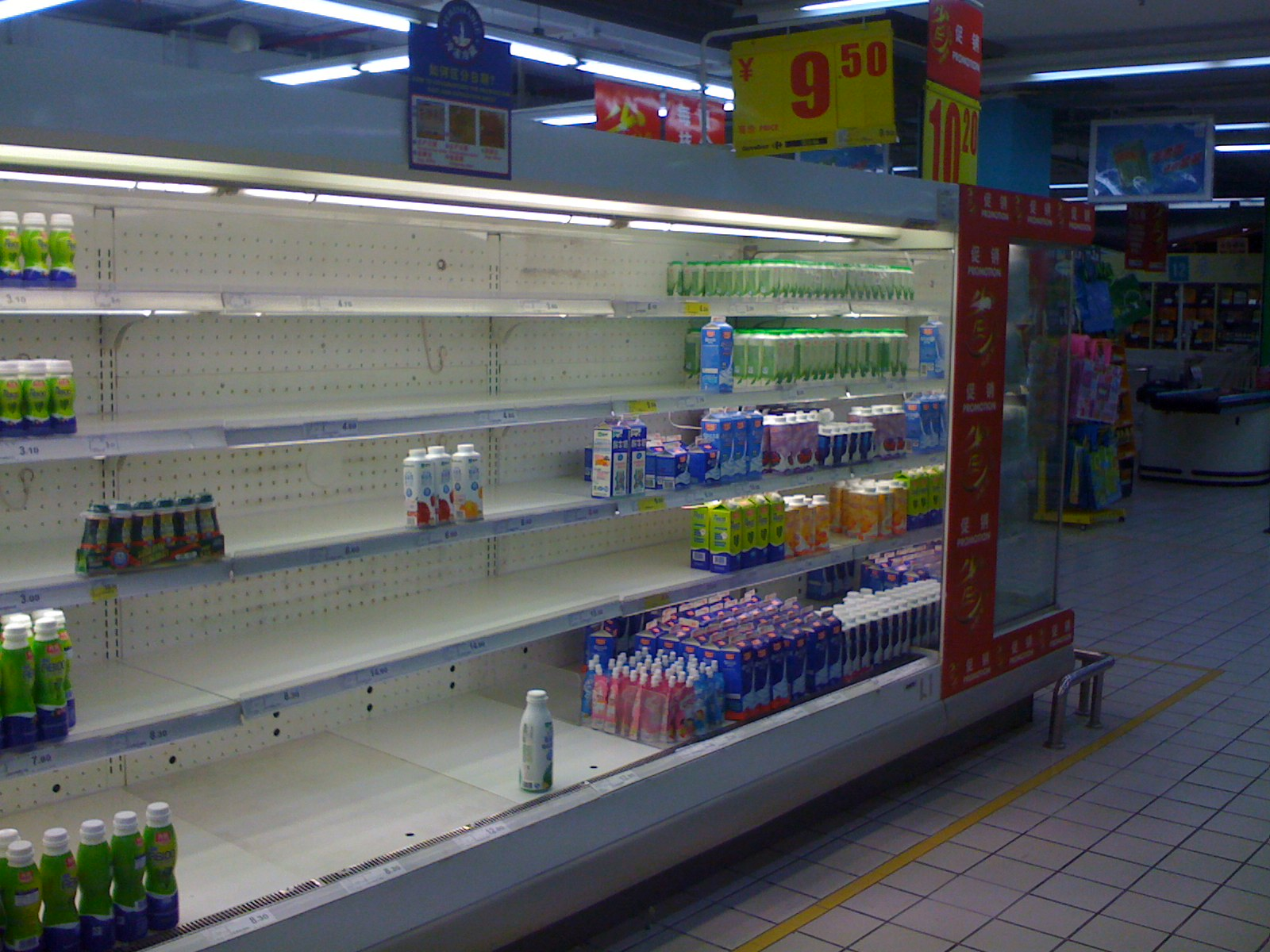
Prázdné regály čínské pobočky řetězce Carrefour

Strukturní vzorec melaminu

V létě 2008 došlo v Číně k jedné z nejmasovějších dětských otrav v historii.[zdroj?]

## Průběh aféry a důsledky kontaminace

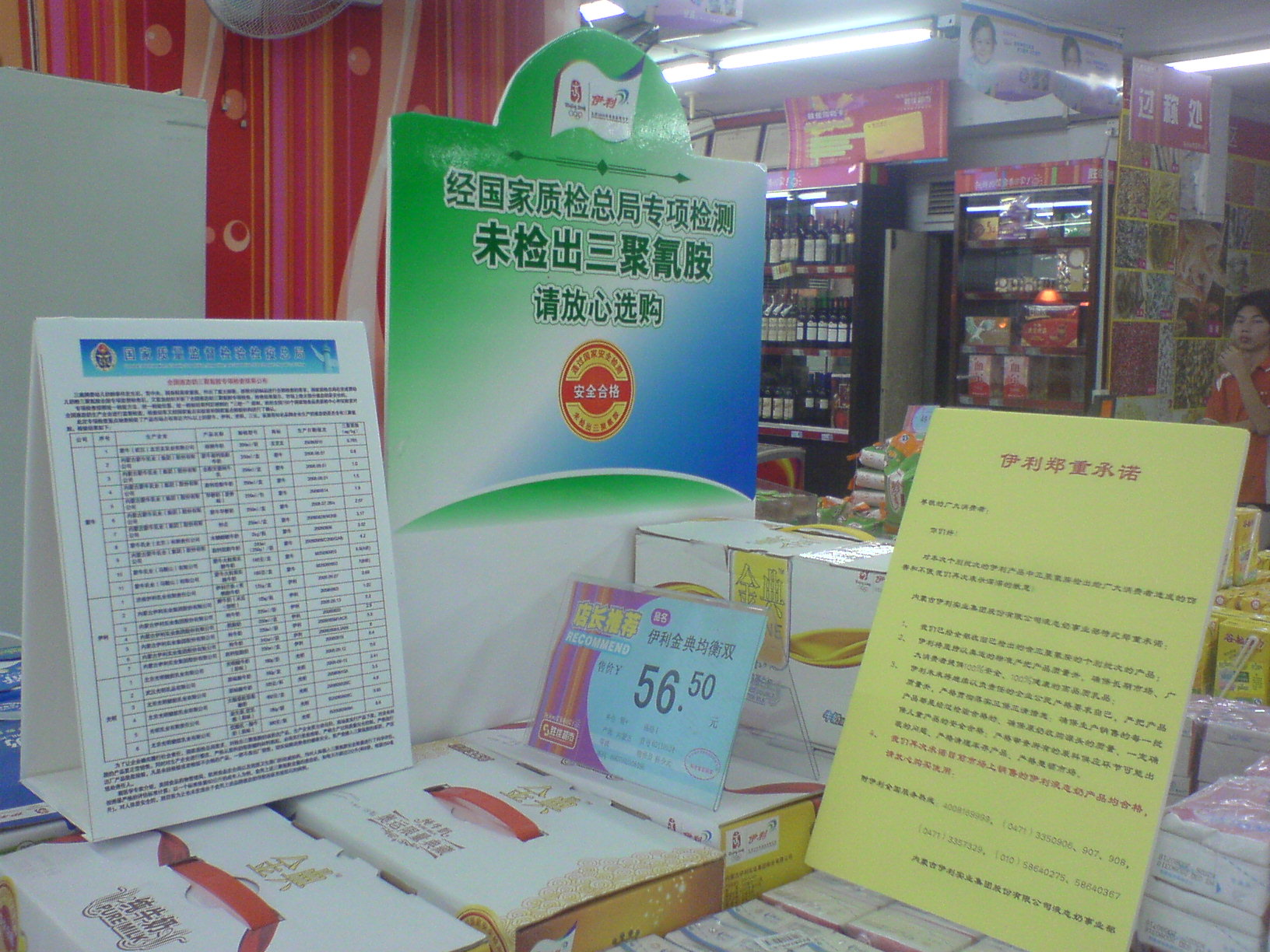
Osvětová kampaň jedné z čínských mlékaren ubezpečující zákazníky o nezávadnosti mléčných produktů

Někteří čínští producenti mléka do ředěného mléka přidávali průmyslovou látku melamin (2,4,6-triamino-1,3,5-triazin) (používanou při výrobě plastických hmot), aby zvýšili obsah dusíku, a tím při testech zamaskovali nízký obsah bílkovin. Nejprve byl prokázán v sušeném mléce určeném pro výživu kojenců a malých dětí. Později i v běžném mléce a dalších mléčných výrobcích. Do skandálu podle čínských úřadů je zapleteno nejméně 22 společností, které musely stáhnout výrobky z prodeje.
Ukázalo, že dávky melaminu v mléce postačují k tomu, aby u dětí vyvolaly poškození ledvin, v extrémních případech i jejich selhání. Čínské úřady nejprve potvrdily zasažení cca 10 tisíc dětí. Postupně se vzhledem k rostoucímu počtu odhalených případů kontaminace mléka mléčných výrobků počet zvyšoval. K 22. září 2008 oficiální statistiky vykazovaly asi 53 tisíc zasažených dětí, z nichž 13 tisíc muselo být hospitalizováno. Čtyři děti zemřely a více než sto se jich dostalo do vážného stavu. U desítek až stovek dětí existují obavy z dlouhodobých či doživotních následků.
9. října 2008 média přinesla zprávy, že v Číně bylo po požití mléčných potravin kontaminovaných melaminem hospitalizováno třikrát více dětí než vláda do té doby uváděla. Ministerstvo zdravotnictví přiznalo, že v nemocnicích zůstává 10 666 dětí, dalších více než 36 tisíc jich už bylo z léčení propuštěno. Poslední oficiální údaje k 21. září uváděly jen asi 14 tisíc dětí, které měly problémy s ledvinami. Čínská vláda neuvedla, kolik dětí po požití potravin obsahujících škodlivý melamin muselo vyhledat lékaře, ale dle čínských médií šlo asi o 94 tisíc dětí.
Oficiální údaje platné na počátku prosince 2008 udávaly 294 tisíc postižených dětí, z nichž šest zemřelo.

### Policejní razie
Dne 30. září bylo oznámeno, že čínská policie zatkla 22 lidí. Policie provedla razie v několika desítkách mlékáren a výkupních středisek, kde zabavila více než 220 kilogramů melaminu. Devatenáct ze zadržených jsou manažeři mlékáren, farem či výkupen mléka, kteří buď melamin do mléka sami přidávali nebo prodávali farmářům "proteinový prášek" obsahující melamin. Dne 22. ledna 2009 byly čínským soudem odsouzeny k trestu smrti dvě obviněné osoby včetně ředitele továrny, která melamin vyráběla.

### Žaloby rodičů a zastrašování právníků
Rodiče čtrnáctiměsíčního dítěte ze středočínské provincie Che-nan, kteří ho krmili od narození sušeným mlékem firmy Sanlu, obsahující melamin podali na tuto firmu žalobu. Dítě bylo hospitalizováno s ledvinovými kameny a rodiče proto žádali od firmy Sanlu odškodnění ve výši 150 tisíc jüanů (v přepočtu asi 387 tisíc korun) jako náhradu za lékařské, cestovní a jiné výdaje.
Čínské soudy během října 2008 odmítaly žaloby na mlékárny zapletené do skandálu, ačkoli podle čínských zákonů musí soudy rozhodnout do 7 dnů, zda žalobu přijmou nebo odmítnou. V některých případech se soudy odvolávají na to, že jde o mimořádný případ a čekají na rozhodnutí vyšších míst. Vůbec první žaloba za melamin přitom byla podána 22. září, dosud se k ní ale příslušný soud nevyjádřil. Všechny ostatní pak byly zamítnuty. Nejméně dvacet právníků se setkalo s vyhrožováním, aby rodiče postižených dětí nezastupovali.

### Kontaminované krmivo pro zvířata
21. října 2008 oznámila agentura Associated Press, že v Číně uhynulo na 1500 psíků mývalovitých v důsledků krmení kontaminovaného melaminem. Psík mývalovitý je zvíře pocházející z jihovýchodní Asie, které vzhledem připomíná jezevce či mývala a je chováno pro kožešinu. Profesor zemědělské univerzity v Šen-jangu Čan Wen-kchuej uvedl, že byl melamin prokázán ve psím žrádle a při pitvách i v ledvinových kamenech. Zvěrolékařka Wang Haizhen zveřejnila fakta o běžně rozšířené praxi používání jedů v krmivech pro zvířata v Číně a nyní je na útěku před státní policií.

### Demonstrativní likvidace kontaminovaných potravin
Čínská státní televize odvysílala 25. října 2008 demonstrativní pálení melaminem kontaminovaných potravin. Ve městě Š'-ťia-čuang v provincii Che-pej vládní pověřenci házeli balíky kojeneckého mléka a kontaminovaných výrobků do pecí čtyř cementáren a dvou oceláren. Spáleno bylo 32 200 tun mléčných výrobků.

### Represe vůči rodinám obětí
Čínská policie počátkem roku 2009 zatkla skupinu rodičů, kteří kritizují vládou navrhované odškodnění rodinám, jejichž děti byly postiženy melaminem v kojeneckém mléce. Rodiče byli zadržení, když se pokusili uspořádat tiskovou konferenci. Policie nijak nezdůvodnila, proč je do čtvrtka zadržovala. Podle kritizovaného plánu by rodiny zemřelých dětí dostaly 200.000 jüanů (cca 559.000 Kč). Rodiny, jejichž děti trpí těžkým onemocněním ledvin, 30 000 jüanů (cca 84 485 Kč) a lehčí případy jen 2000 jüanů (cca 5 594 Kč). Podle údajů z počátku ledna 2009 zemřelo nejméně 6 dětí a onemocnělo 290 tisíc dětí.

### Potrestání viníků
Dva lidí odpovědní za kontaminaci mléka byli odsouzeni k trestu smrti a další tři obžalovaní byli odsouzeni k doživotnímu vězení. Celkem bylo odsouzeno 21 osob zapletených do skandálu. Podle nezávislých zpráv z Číny jsou ovšem čínské soudy v činnosti blokovány čínskou vládou a podané žaloby nebyly přijaty nebo byly pozastaveny. Dokonce ti, co problémy s používáním jedů oznámili úřadům, byli uvězněni nebo stíháni čínskou policií.

## Dopad na Českou republiku a Evropskou unii

### Česká republika
V České republice lze podle Státní veterinární správy (SVS) riziko z kontaminace melaminem prakticky vyloučit. Podle SVS za posledních šest let nesměřovala do ČR žádná zásilka mléčných výrobků z Číny, protože země nemá žádný závod schválený pro obchodování se zeměmi EU.
Hlavní hygienik Michael Vít prohlásil 7. října 2008, že žádných nálezech kontaminovaných výrobků v Česku zatím neví a neinformovala jej o nich ani Státní veterinární správa nebo Státní zemědělská a potravinářská inspekce (SZPI), které kontrolují kvalitu výrobků, ve kterých je možnost výskytu melaminu nejpravděpodobnější, jako čokolády, sušenky atd.
Státní zemědělská a potravinářská inspekce 24. října 2008 oznámila, že do České republiky byly dovezeny firmou Fuda Trade čínské bonbóny White Rabbit kontaminované melaminem. Do prodeje se údajně dostalo pouze 20 balení. SZPI varovala spotřebitele aby je nekonzumovali, pokud je ještě mají doma.

#### Kontaminované slané tyčinky
Firma Vitana stáhla z prodeje slané tyčinky značky Emarko ve 100-gramovém balení s datem spotřeby 17. a 18. května 2009, které byly vyrobeny v Polsku a ve kterých Státní zemědělská a potravinářská inspekce prokázala dvojnásobné překročení limitu obsahu melaminu. Zakoupené tyčinky firma spotřebitelům doporučila vrátit v místě nákupu.

### Belgie
Belgické úřady zjistily, že množství melaminu v čínských bonbónech White Rabbit pětkrát překračuje povolené limity, a proto je stahují. Úřady také varují občany, kteří už mají bonbóny.

### Evropská komise
Podle ujištění Evropské komise by obyvatelům EU nemělo hrozit nebezpečí z čínského mléka kontaminovaného melaminem, neboť se do zemí Evropské unie čínské mléko a mléčné deriváty nesmějí dovážet. Zároveň však bylo hygienickým službám a celním orgánům v členských států odesláno varování před čínskými výrobky, které mohou obsahovat jistý podíl mléka, například chléb, pečivo, čokoláda aj. Nakonec se Evropská unie rozhodla pro zákaz dovozu potravin pro děti s obsahem sušeného mléka, který se týká např. čokolády, sušenek, jogurtů nebo rýžových kuliček. Bylo rozhodnuto testovat všechno nově dovezené čínské zboží s obsahem mléka větším než 50 procent. Namátkově bude potravinářská inspekce kontrolovat i výrobky čínské provenience, které byly dovezeny již dříve.

### Maďarsko
O prvním říjnovém víkendu 2008 byly v různých potravinách v několika čínských restauracích zjištěny stopy melaminu. Státní tajemník a šéf veterinární správy Miklós Süth uvedl, že úřady zkoumají obsah melaminu v produktu obsahujícím sušené mléko, který byl odhalen v pobočce společnosti Nestlé v Maďarsku 4. října. Firma Nestlé ale uvedla, že žádný její výrobek nebyl zředěn melaminem a že její produkty jsou vhodné ke konzumaci.
Maďarští kontroloři v župě Hajdú-Bihar na severovýchodě země objevili velké množství melaminu v sýrovo-oříškových lupíncích dovezených z Číny. P-Nut Crackers Chips Snack World obsahovaly v jednom kilogramu 19,9 miligramu melaminu, normy přitom povolují jen 2,5 mg/kg.

### Německo
Čínské sladkosti kontaminované melaminem byly nalezeny v obchodech v německé spolkové zemi Bádensko-Württembersko. Ministr pro ochranu spotřebitelů Horst Seehofer informoval, že bonbony s názvem Bílý králík se do Německa z Číny dostaly přes Nizozemsko. Cukrovinky byly v prodeji ve specializovaných obchodech s asijským jídlem.

### Rakousko
Rakouské orgány objevily 2. října 2008 v jedné z čínských restauraci ve Štýrsku kontaminovaný mléčný koktejl. Obsah melaminu byl pětkrát vyšší, než povoluje norma. Údajně se jednalo jen o několik kusů určených pro potřeby majitele.

### Slovensko
Na Slovensku objevili ilegálně dovezený mléčný nápoj Milk drink z Číny s obsahem melaminu. Všechny nalezené kusy výrobku byly okamžitě zničeny.
10. října 2008 slovenská televize TA3 s odvoláním na ředitelku Veterinárního a potravinářského ústavu v Dolném Kubíně Márii Kantíkovou uvedla, že slovenská potravinová inspekce objevila další čtyři výrobky kontaminované melaminem. Melamin byl objeven ve dvou druzích sušenek a dvou značkách tyčinek v množství, které 3–4krát překračovalo povolenou koncentraci. Výrobky byly prý zachyceny v celních skladech a podle TA3 se nedostaly do prodeje.

### Velká Británie
Britská agentura pro dohled na bezpečností potravin (FSA) 20. října 2008 oznámil, že objevil melamin v tělových sprejích, krémech a v dalším zboží v sexshopech.

## Problémy v jiných částech světa

### Hongkong
Hongkongské úřady objevily melamin ve vejcích dovážených z Číny. Vejce produkovala pobočka firny Hanwei Enterprise Group sídlící v městě Ta-lien na severovýchodě Číny. Melamin se pravděpodobně do dostal do vajec prostřednictvím z kontaminovaného krmiva podávaného slepicím.

### Jižní Korea
Jihokorejské úřady zakázaly import novozélandského výrobku firma Tatua, ve kterém byly objeveny stopy melaminu.

### Malajsie
Malajsijské ministerstvo zdravotnictví zakázalo 23. září 2008 dovoz a prodej čínské čokolády a dalších potravin obsahujících mléko poté, co byl melamin prokázán v čínských sušenkách Khong Guan.

### Nový Zéland
Melamin byl objeven ve výrobku novozélandské společnosti Tatua Coooperative Diary Company ve výrobku lactoferrin, který je určen dětem. Výrobce sám údajně nyní zastavil veškerý vývoz a snaží se podle Reuters zjistit, jak se chemikálie do produktu dostala.

### Saúdská Arábie
Kontaminované výrobky byly objeveny v Saúdské Arábii. Šlo o čokoládové oplatky a sušené mléko firmy Nestlé, vyráběné v Číně.

### Thajsko
30. září objevilo kontaminované mléko a zabavilo asi 60 tun mléka z Číny. Postižená společnost Dutch Mill se vyjádřila v tom smyslu, že čínským mlékem nahrazovala výpadek novozélandské produkce. Thajsko zároveň zakázalo dovoz mléka z Číny.

### Tchaj-wan
Tchajwanské ministerstvo zdravotnictví 20. října 2008 oznámilo, že asi 200 tun čínského droždí kontaminovaného melaminem bylo distribuováno do pekáren na Tchaj-wanu. Dovezeno bylo celkem 469 tun kvasnic od dvou producentů v Číně, z nichž 200 tun bylo dodáno do pekáren. Tchaj-wan v reakci zakázal dovoz čínského droždí, kterému už předcházelo kvůli melanimu zastavení prodeje sušenek a mražených produktů z chobotnic, a zastavil dovoz všech čínských mléčných produktů.

### USA
Kvůli možnosti kontaminace melaminem varoval americký Úřad pro kontrolu potravin a léčiv v pátek 26. září 2008 veřejnost před konzumací sedmi výrobků značky Mr. Brown, instantních káv a čajů s mlékem, které byly vyrobeny v Číně.

## Předchozí problémy s melaminem
Zneužívání melaminu k zakrytí skutečného množství bílkovin není nové. Byl odhalen v USA již v roce 2007 v krmivu pro psy a kočky dováženém z Číny. Kontaminace melaminem způsobila v roce 2007 v USA epidemii onemocnění a úmrtí těchto zvířat. Kontaminované výrobky musely být staženy z prodeje.